# Geges
Geges (románul Ghinești németül Gegesch) falu Romániában Maros megyében. Közigazgatásilag Havad községhez tartozik.

## Fekvése
A falu az Abod-patak völgyében fekszik, Marosvásárhelytől 24 km-re kelet-délkeletre, a községközponttól, Havadtól 3 km-re északkeletre.

## Története
Területe már ősidők óta lakott. Az 596 m magas Kápolna-domb tetejét Várhelynek nevezik, várnak azonban már nyoma sem látható. Határában számos avar kori lelet került elő. A falunak már a középkorban is volt temploma. 1910-ben 666 lakosa 2 kivételével mind magyar. A trianoni békeszerződésig Maros-Torda vármegye Nyárádszeredai járásához tartozott. 1992-ben 435 lakosából 432 magyar, 1 román, 1 cigány és 1 német volt.

## Látnivalók
- Református temploma 1834 és 1839 között épült a 17. századi régi templom helyett.
- A község almatermesztéséről is híres.

## Híres emberek
- Itt született Galambfalvi Ferenc a hétéves háború híres huszárkapitánya, aki Frigyes király sátrát vacsora közben lepte meg.
- Fülöp Dénes- magyar irodalom-történelem szakos tanár, néprajzos, helytörténész, Makfalva Néprajzi Múzeumának alapítója, a Nagy Pál Alkotótáborok elindítója, irodalmi estek, kiállítások szervezője, szakíró, gyűjtő; felesége
- Suba Ilona, Fülöp G. Dénesné, a Marosvásárhelyi vártemplom lelkészének felesége.[2]